# Turiasauria
Turiasauria ("turiasauři") byli poměrně významnou a početnou skupinou sauropodních dinosaurů, žijících v období střední jury až spodní křídy (asi před 164 až 125 miliony let) na území dnešní Evropy, ale také Severní Ameriky a Afriky. Tento klad byl ustanoven v roce 2006 spolu s popisem druhu Turiasaurus riodevensis. Definice kladu zní: "všichni zástupci kladu Eusauropoda vývojově bližší druhu Turiasaurus riodevensis než druhu Saltasaurus loricatus.

## Popis
Turiasauři byli středně velcí až obrovští býložraví dinosauři s charakteristicky dlouhými krky a malými hlavami, čtyřmi sloupovitými končetinami a dlouhým ocasem. Jejich trup byl mohutný, soudkovitý. Zuby byly obvykle štíhlé a kolíkovité, sloužily k trhání vegetace. U této skupiny pozorujeme tendenci ke gigantismu, jak ukazují objevy obřích dvoumetrových stehenních kostí ve Španělsku a Francii.
Nejstarší zástupce této skupiny je Narindasaurus z Madagaskaru, jehož stáří činí asi 170 až 165 milionů let (pochází z období střední jury). Turiasauři se později rozšířili po pevninách Laurasie a Gondwany (pozdní jura) a v období spodní křídy i do Severní Ameriky.
Fosilie této skupiny sauropodních dinosaurů jsou známé i z území současné Indie. Izolovaný fosilní zub zástupce této skupiny byl objeven také na dánském ostrově Bornholm.

## Zástupci
- †Amanzia
- †Atlasaurus?
- †Cardiodon?
- †Galvesaurus
- †Losillasaurus
- †Mierasaurus
- †Moabosaurus
- †Narindasaurus
- †Neosodon?
- †Oplosaurus?
- †Tendaguria
- †Turiasaurus
- †Zby

### Česká literatura
- Socha, Vladimír (2020). Pravěcí vládci Evropy. Kazda, Brno. ISBN 978-80-88316-75-6. (str. 66-68)